# Comitas parvifusiformis
Comitas parvifusiformis é uma espécie de gastrópode do gênero Comitas, pertencente a família Pseudomelatomidae.